# Пукитис, Эрнест Микелевич
Эрнест Микелевич Пукитис (латыш. Ernests Puķītis; 28 февраля 1929 года, Латвия — 1 апреля 2013 года, Латвия) — председатель колхоза «Скрунда» Кулдигского района Латвийской ССР. Герой Социалистического Труда (1966).
В 1949 году окончил техническое училище в Казданге. С 1954 года — председатель колхоза «Скрунда» Кулдигского района.
Под его руководством колхоз добился значительных успехов в экономическом и социальном развитии. Вывел колхоз в число передовых сельскохозяйственных предприятий Латвийской ССР. Указом Президиума Верховного Совета СССР от 23 июня 1966 года удостоен звания Героя Социалистического Труда «за успехи, достигнутые в увеличении производства и заготовок пшеницы, ржи, гречихи и других зерновых и кормовых культур, а также высокопроизводительное использование техники» с вручением ордена Ленина и золотой медали Серп и Молот.
С 1976 года — председатель колхоза «Курземе».
Умер в апреле 2013 года.
Награды и звания
- Герой Социалистического Труда
- Орден Ленина
- Орден Октябрьской Революции (1975)
- Орден Трудового Красного Знамени (1958)